# 棚橋康郎
棚橋 康郎（たなはし やすろう、1941年 - ）は、日本の実業家。新日本製鐵常務取締役や新日鉄ソリューションズ社長を務めた。

## 来歴
名古屋市千種区に生まれる。 幼少時代は岐阜県大垣市で過ごす。その後愛知県立明和高等学校（1959年卒業）を経て、慶応義塾大学経済学部に入学し、加藤寛ゼミで学んだ。 物事には前捌きで捌いてよい問題もあるが、原点に回帰して構造的に取り組まねばな らない問題があることをしっかり認識し、後者については労を惜しんではならないと教えられる。 
1963年の卒業後は日本経済の基幹産業である製鉄業を志し、富士製鉄（現・日本製鉄）に入社した。 入社後、経営企画部・販売管理部・総務部など製鉄事業の企画管理畑を歩んだが、取締役就任後はバブル崩壊を受け、手を広げ過ぎた新規事業の選択と集中を決断し、整理撤退すべき事業（半導体事業・シリコンウエハ事業）からの撤退と残すべき事業（情報通 信事業・新素材事業）の育成強化を陣頭指揮した。 
その後、子会社の新日鉄情報通信システム社長に就任し、翌年、新日本製鐵の情報通信事業部を本体から切り離して統合し、新日鉄ソリューションズ（現・日鉄ソリューションズ）を発足させ、初代社長に就任した。 事業統合した翌年には東京証券取引所1部に上場を果たした。 その間、経済団体連合会情報通信委員会情報化部会長、JISA（情報サービス産業協会）会長を引き受け、ITの黎明期における社会のIT利活用の普及・促進やそれを支える情報システ ム産業界のレベルアップを主導し、同産業を21世紀の基幹産業に構造改革する啓蒙活動に尽力した。 
また、政府の産業構造審議会・国民生活審議会・住民基本台帳推進協議会などの委員としてITの視点から情報発信した。このほか、インターネットイニシアティブ、村田製作所、横河電機、燦ホールディング、縄文アソシエイツなどで社外取締役を務めた。

## 略歴
- 1993年6月　新日本製鉄機材部長
- 1995年6月　同社　取締役　エレクトロニクス情報通信事業部長委嘱
- 1997年4月　同社　常務取締役　エレクトロニクス情報通信事業・新素材事業・シリコンウエハ事業・半導体事業管掌
- 2000年4月　新日鉄情報通信システム（株）代表取締役社長
- 2001年4月　新日鉄ソリューションズ（株）代表取締役社長
- 2003年4月　同社　代表取締役会長[1]
- 2007年6月　同社　相談役[2]
- 2004年6月　株式会社インターネットイニシアティブ　社外取締役　就任
- 2005年6月　株式会社村田製作所　社外取締役　就任
- 2007年6月　横河電機株式会社　社外取締役　就任
- 2010年6月　燦ホールディングズ株式会社　社外取締役　就任

## 著書
- 『新規事業の哲学 成功へのマネジメント』NTT出版、2005年